# G.A. Berg
John Gustaf Axel Berg, född 25 april 1891 i Jönköping, död 23 februari 1971 i Uppsala, var en svensk formgivare, en av förgrundsgestalterna till begreppet Swedish Modern. 
Berg inledde sina studier vid Tekniska högskolan och sektionen för väg- och vattenbyggnad, och utbildade sig delvis samtidigt till reservofficer samt blev kapten 1928. Han innehade tjänster och egen verksamhet i England, USA, Brasilien och Kina. År 1918 blev han biträdande militärattaché i Finland 1918 och därefter teknisk sekreterare hos Svenska handelskammaren samt senare försäljningschef för Electrolux. Han författade broschyrer och artiklar om militär historia, födoämnen, försäljningspsykologi och möbler och inredning.
År 1929 blev Berg kompanjon med Harald Westerberg som hade möbelaffär på Kungsgatan i Stockholm. År 1933 öppnade Berg egen butik. Här började han att experimentera med att skapa bekväma och sittvänliga stolar i böjträteknik, anpassade till kroppens anatomi. Han arbetade tidigt med sadelgjordsflätade stolar och redan under 1940-talet arbetade han på en prototyp till stol som senare kom att utvecklas av dansken Arne Jacobsen, stolen Ägget.
År 1939 ställde han ut på svenska världsutställningen i New York tillsammans med bland andra Josef Frank och Carl Malmsten. Här lanserades en ny svensk tolkning av modernismen. Berg fick i uppdrag att inreda honnörsrummet, delar av restaurangen och en av de fem interiörerna i den svenska paviljongen.
Berg var först med att introducera Alvar Aaltos möbler i Sverige och han var också först med att på 1930-talet sälja möbler i platta paket. Berg finns representerad vid bland annat Nationalmuseum i Stockholm.